# Свештеникова удовица
Свештеникова удовица (швед. Prästänkan) је шведски црно-бели неми филм снимљен 1920. године у режији Карла Теодора Драјера.

## Радња
Радња се одвија у једном шведском селу почетком 17. века, а главни јунак је амбициозни младић који након завршене богословије жели да постане пастор тамошње протестантске цркве, па је стога спреман да искористи локални обичај и ожени се старијом удовицом свог претходника, иако већ има вереницу.

## Опште информације
Филмски жанр је комбинација костимиране мелодраме и комедије. Филм траје 71. минут, а пријерно је приказан 4. октобра 1920. године.
Улоге у филму тумаче Ејнар Род као Софрен, Хилдур Карлберг као Маргарет, Грета Алморт као Мери, Олав Аукруст као кандидат, Емил Хелсенгрин као чувар и  Матилда Нилсен.
Снимци екстеријера и ентеријера снимљени су у цркви Гармо и музеју Маихауген.
Филм је дигитално рестаурирао Шведски филмски институт 2018. године Између осталог, реконструисан је дизајн интертекста и боје, а одрађено је и сенчење филма . Премијера рестауриране верзије одржана је у Стокхолму.